# Ailuroedus melanotis
Ailuroedus melanotis là một loài chim trong họ Ptilonorhynchidae.

## Hình ảnh

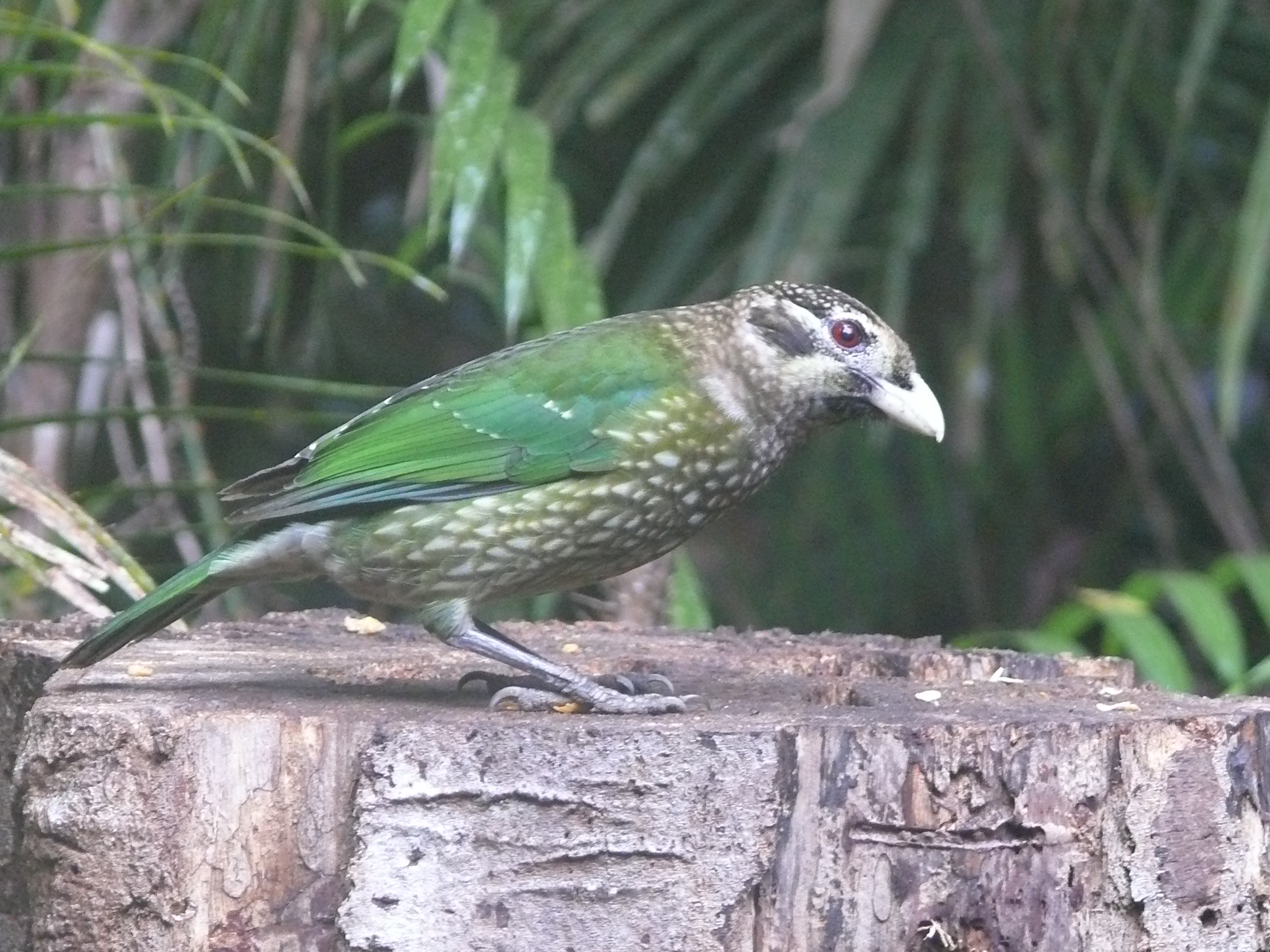